# حقوق‌بگیران انگلیس در ایران
حقوق‌بگیران انگلیس در ایران نام کتابی است به قلم اسماعیل رائین یک نویسنده و پژوهشگر ایرانی که نسخهٔ نخست آن در تیر ماه سال ۱۳۴۷ به چاپ رسیده‌است. اسماعیل رائین در این کتابش به نقش بریتانیا در ایران و به ویژه ارتباط آن کشور با رجال سیاسی ایران در دورهٔ قاجار می‌پردازد.